# سیارک ۱۳۹۸۰
سیارک ۱۳۹۸۰ (به انگلیسی: 13980 Neuhauser، نامگذاری:1992NS) سیزده هزار و نهصد و هشتادمین سیارک کشف شده‌است که در ۲ ژوئیه ۱۹۹۲ کشف شد.
قدر مطلق سیارک برابر ۱۳٫۲۰ است.